# Renato Dionisi
Renato Dionisi (ur. 21 listopada 1947 w Riva del Garda) – włoski lekkoatleta, który specjalizował się w skoku o tyczce.
Dwa razy – w 1964 oraz 1972 – startował nie odnosząc sukcesów w igrzyskach olimpijskich. W 1971 roku zdobył brązowy medal mistrzostw Europy, a dwa lata później został halowym mistrzem Europy. Wielokrotny medalista mistrzostw kraju i reprezentant Włoch w meczach międzypaństwowych. W latach 1964 – 1972 aż 18-krotnie poprawiał rekord Włoch w skoku o tyczce (od 4,50 do 5,45). Jako pierwszy zawodnik z Półwyspu Apenińskiego pokonał poprzeczkę zawieszoną ponad 5 metrów nad ziemią. Rekord życiowy: 5,45 (25 czerwca 1972, Rovereto).

## Osiągnięcia
| Rok  | Impreza                          | Miejsce   | Lokata            | Wynik |
| ---- | -------------------------------- | --------- | ----------------- | ----- |
| 1964 | Igrzyska olimpijskie             | Tokio     | el. – 25. miejsce | 4,20  |
| 1966 | Mistrzostwa Europy               | Budapeszt | 4. miejsce        | 4,80  |
| 1967 | Półfinał pucharu Europy          | Ostrawa   | 5. miejsce        | 4,40  |
| 1967 | Igrzyska śródziemnomorskie       | Tunis     | 2. miejsce        | 4,90  |
| 1969 | Europejskie igrzyska halowe      | Belgrad   | 5. miejsce        | 5,00  |
| 1970 | Półfinał pucharu Europy          | Sarajewo  | 1. miejsce        | 5,10  |
| 1970 | Finał pucharu Europy             | Sztokholm | 2. miejsce        | 5,20  |
| 1970 | Mecz Włochy - Polska             | Syrakuzy  | 1. miejsce        | 5,20  |
| 1971 | Mistrzostwa Europy               | Helsinki  | 3. miejsce        | 5,30  |
| 1972 | Igrzyska olimpijskie             | Monachium | –                 | NM    |
| 1973 | Halowe mistrzostwa Europy        | Rotterdam | 1. miejsce        | 5,40  |
| 1974 | Halowe mistrzostwa Europy        | Göteborg  | 8. miejsce        | 5,10  |
| 1975 | Uniwersjada                      | Rzym      | 3. miejsce        | 5,10  |
| 1975 | Finał pucharu Europy             | Nicea     | 6. miejsce        | 5,25  |
| 1975 | Igrzyska śródziemnomorskie       | Algier    | 3. miejsce        | 5,00  |
| 1976 | Halowe mistrzostwa Europy        | Monachium | 3. miejsce        | 5,30  |
| 1976 | Mecz Włochy - Polska - Rumunia   | Mediolan  | 2. miejsce        | 5,20  |
| 1977 | Finał pucharu Europy             | Helsinki  | 6. miejsce        | 5,25  |
| 1978 | Mecz Włochy - Polska - Hiszpania | Wenecja   | 3. miejsce        | 5,10  |